# 穆安貝區
13°05′13″S 35°38′35″E / 13.087°S 35.643°E
穆安貝區（葡萄牙語：Muembe），是莫桑比克的行政區，位於該國西北部，由尼亞薩省負責管轄，首府設於穆安貝，面積5,526平方公里，2007年人口28,645，人口密度每平方公里5人。